# Винтер, Джонни
Джон До́сон Ви́нтер III (англ. John Dawson Winter III; 23 февраля 1944, Бомонт, Техас, США — 16 июля 2014, Цюрих, Швейцария), более известный как Джонни Винтер англ. Johnny Winter — американский блюзовый музыкант, гитарист, певец, один из лучших белых исполнителей блюза. Его игру отличает виртуозность, скорость, развитый свинг, узнаваемый тембр голоса.

## Биография и карьера
Родился в Бомонте, штат Техас, США, в семье военного. Мать Джонни Винтера пела в квартете так называемых «парикмахеров» (см. Парикмахерский квартет) и в церковном хоре, и благодаря ей Джонни уже в пять лет начал учиться играть на кларнете, но быстро переключился на гавайскую четырехструнную гитару укулеле, а затем и окончательно на шестиструнную гитару.
В Бомонте маленький Джонни постоянно был окружён звуками настоящего негритянского блюза и госпелс, что не могло не отразиться на его музыкальных пристрастиях.
Первым успехом Джонни было выступление дуэтом с младшим братом Эдгаром, и это выступление транслировалось по местному телевидению. В 11 лет дуэт даже был прослушан в Нью-Йорке в Ted Mack’s Original Amateur hour, но, по словам самого Джонни Винтера, они были не готовы к выступлениям на таком уровне. Его брат Эдгар впоследствии сопровождал Джонни на протяжении всей карьеры.
Первой группой, которую создал Джонни Винтер была Johnny (Macaroni) and The Jammers, где он работал вместе с братом. В состав группы входили также Willard Chamberlain, Dan Polson, и Melvin Carpenter. В основном они исполняли песни известных авторов, таких как Мадди Уотерс, Би Би Кинг и Бобби Бланд. Однако на местной студии Dart Records им удалось записать сингл «School Day Blues b/w You Know I Love You», который считался местным хитом.
После школы Джонни поступил в технический колледж, и еженедельно ездил автостопом в Луизиану, где играл в маленьких ночных клубах. Через полгода он оставил обучение и посвятил себя музыке.
Есть известная[кому?] история о том, как в 1962 году Джонни вместе с братом отправились в один из клубов, чтобы послушать Би Би Кинга, где Джонни (кстати, будучи единственным с братом белыми в клубе) уговорил Би Би Кинга дать сыграть ему композицию. В конце концов, Би Би Кинг сдался (в том числе не без помощи зрителей) и счастливый Джонни сыграл на гитаре Би Би Кинга композицию «I was about 17».
В течение 1960-х годов Джонни объездил весь юг США, выступая и записываясь с различными группами. Ему удалось записать ещё одну композицию под лейблом Atlantic Records, ставшую локальным хитом. Он приобрёл репутацию крепкого блюзмена и часто аккомпанировал как в студии, так и во время концертов, известным исполнителям блюза, таким как Gene Terry и его группы Kool cats и Down Beats, Rod Bernard, Junior Cole.
В 1967 году Джонни Винтер осел в Хьюстоне, где в конце 1968 года ему удалось записать свой первый полноценный альбом с «Дядюшкой» Джоном «Red» Тёрнером на барабанах и Томми Шэнноном на басу. Интерес к Джонни Винтеру был подогрет обзором техасской музыки в журнале Rolling Stone, где среди музыкантов Техаса Джонни был поставлен на второе место, после Джэнис Джоплин

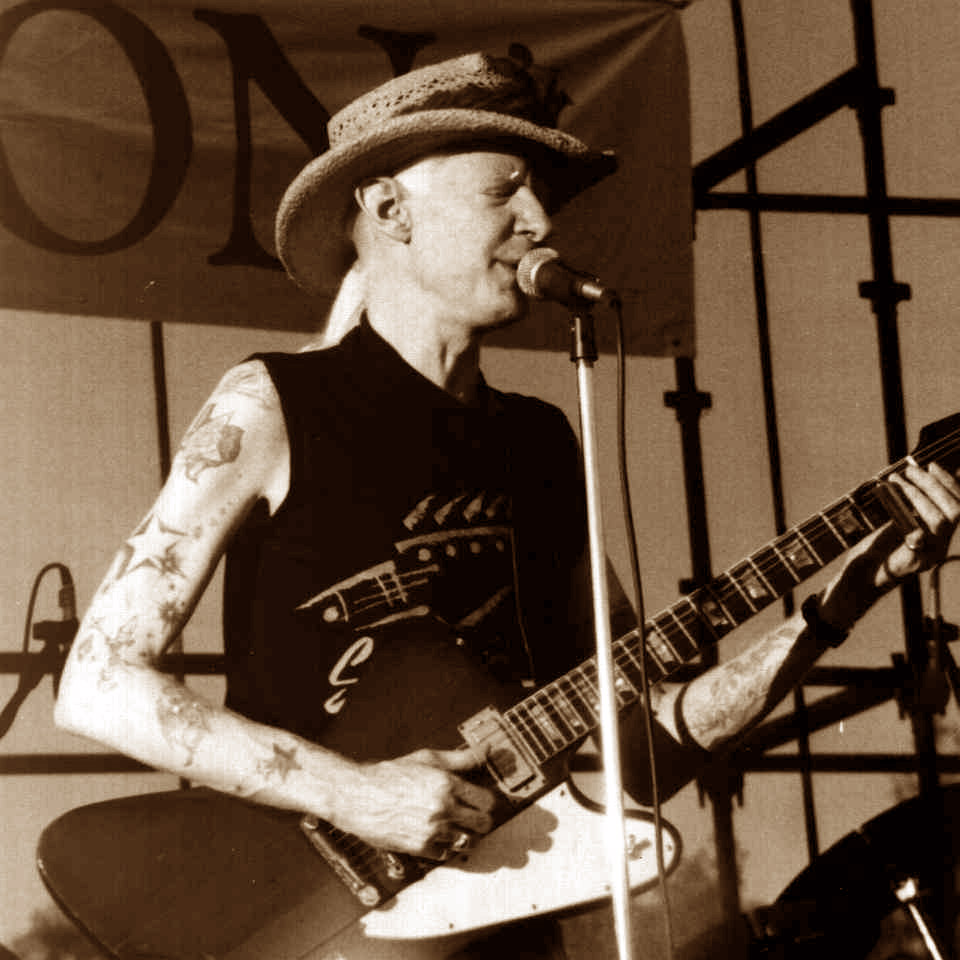
Джонни Винтер в 1990 году

 Представьте себе 130-фунтового альбиноса, c косыми глазами, вьющимися длинными волосами, играющего такой свежий, дерзкий блюз, какой вы никогда не слышали. 
 Rolling Stone magazine 
.

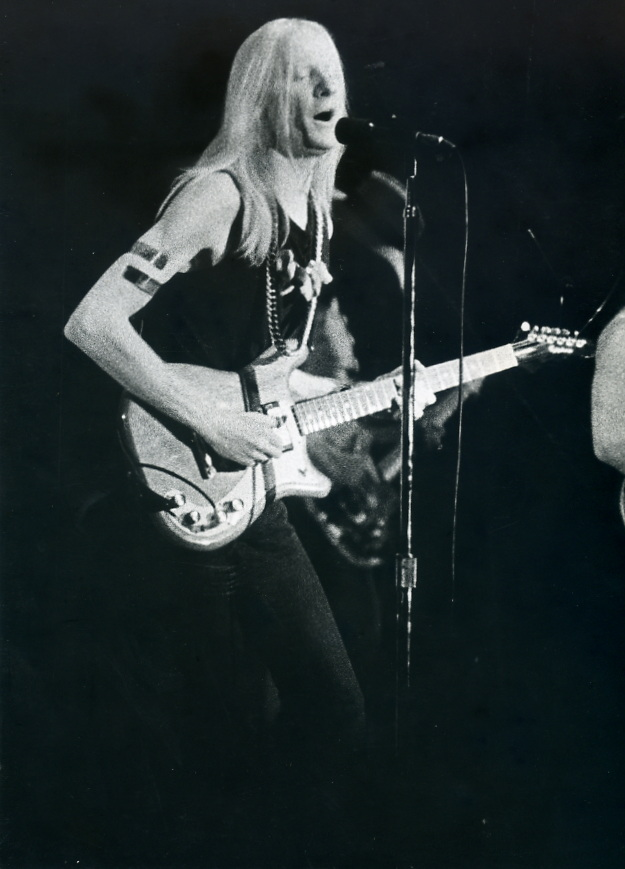
Джонни Винтер в 1969 году

В результате статьи Джонни Винтер превратился из музыканта с местной известностью в хедлайнера престижных клубов Нью-Йорка. Он выступал на многих фестивалях, включая Вудсток. Кроме того, он был приглашён Джоном Ленноном и Rolling Stones на известный концерт в Гайд-парке, который, собственно, и открыл Джонни Винтер, композицией «I’m Hers and I’m Yours».
Затем Джонни Винтер сформировал группу «Johnny Winter and», где вместе с ним играли Rick Derringer на гитаре, Randy Jo Hobbs на басу и Randy Z на барабанах. Последний был в 1970 году заменён Бобби Колдуэллом.
В 1970 году Джонни Винтер пропал со сцены, в связи с лечением от наркотической зависимости, но в 1973 году вернулся к работе.
В 1977 году исполнилась мечта Джонни Винтера — он начал работать с самим Мадди Уотерсом. Джонни Винтер продюсировал его альбомы, получившие Грэмми — Hard Again, I'm Ready (1978), Muddy Mississippi Waters Live (1979), и King Bee (1980). Также Джонни Винтер работал на этих альбомах как гитарист.
Альбомы самого Джонни Винтера также неоднократно номинировались на Грэмми, однако ни разу не получили этой премии.
В 1988 году имя Джонни Винтера было занесено в «Зал славы блюза».
Джонни Винтер занимает 63-ю позицию в списке 100 величайших гитаристов всех времен по версии журнала Rolling Stone.
Джонни Винтер предпочитал играть на гитарах Gibson Firebird, National Steel, Erlewine Lazer

## Деятельность в ранние годы
| Период    | Деятельность |
| 1959-1962 | «Johnny (Macaroni) and the Jammers», также известная как «Johnny Winter’s Orchestra»                                                  |
| 1962-1965 | «Johnny Winter and his Crystaliers», позже переименованная в «The Coastaleers»                                                        |
| 1963      | «Johnny Winter and The Beaumonts» |
| 1962-1965 | «It and Them» (известных записей не имеется), «The Gents», «Black Plague»                                                             |
| 1965-1967 | «The Great Believers» |
| 1966      | «Texas Guitar Slim», на Diamond Records записаны: «Broke and Lonely», «Crying in my Heart», на Moon-lite Records записана: Crazy Baby |
| 1966      | «The Insight», на Cascade Records записаны: «Out of SIght», «Please Come Home for Christmas»                                          |
| 1967      | «The Traits» |
| 1967?     | «Neil and the Newcomers», на Hall-Way records записаны: 'Night Ride', 'Lost Without You' и 'How do you Live a Lie?'                   |
| 1969      | Johnny Winter, Uncle John Turner и Tommy Shannon                                                                                      |